# Семенищево
Семенищево — деревня в городском округе Мытищи Московской области России. Население — 35 чел. (2010).

## География
Расположена на севере Московской области, в северной части Мытищинского района, примерно в 18 км к северо-западу от центра города Мытищи и 16 км от Московской кольцевой автодороги, на левом берегу впадающей в Клязьму реки Учи, выше Пяловского водохранилища системы канала имени Москвы. В деревне три улицы — Верхняя, Родниковая и Федоскинская. Ближайшие населённые пункты — деревни Данилково, Крюково и село Федоскино.

## Население
| 1852 | 1859 | 1890 | 1899 | 1926 | 2002 | 2010 |
| ---- | ---- | ---- | ---- | ---- | ---- | ---- |
| 141  | ↘107 | ↘67  | ↗77  | ↘67  | ↘27  | ↗35  |

## История
В середине XIX века деревня относилась ко 2-му стану Московского уезда Московской губернии и принадлежала госпоже Макаровой и госпоже Курманалеевой, в деревне было 11 дворов, крестьян 74 души мужского пола и 67 душ женского.
В «Списке населённых мест» 1862 года — владельческая деревня Московского уезда по левую сторону Ольшанского тракта (между Ярославским шоссе и Дмитровским трактом), в 30 верстах от губернского города и 17 верстах от становой квартиры, при реке Уче, с 10 дворами и 107 жителями (46 мужчин, 61 женщина).
По данным на 1899 год — деревня Марфинской волости Московского уезда с 77 жителями.
В 1913 году — 12 дворов.
По материалам Всесоюзной переписи населения 1926 года — деревня Крюковского сельсовета Трудовой волости Московского уезда в 5 км от Рогачёвского шоссе и 7,5 км от платформы Луговая Савёловской железной дороги, проживало 67 жителей (30 мужчин, 37 женщин), насчитывалось 15 хозяйств, из которых 12 крестьянских.
С 1929 года — населённый пункт в составе Коммунистического района Московского округа Московской области. Постановлением ЦИК и СНК от 23 июля 1930 года округа как административно-территориальные единицы были ликвидированы.
1929—1935 гг. — деревня Федоскинского сельсовета Коммунистического района.
1935—1939 гг. — деревня Федоскинского сельсовета Дмитровского района.
1939—1959 гг. — деревня Федоскинского сельсовета Краснополянского района.
1959—1960 гг. — деревня Федоскинского сельсовета Химкинского района.
1960—1963, 1965—1994 гг. — деревня Федоскинского сельсовета Мытищинского района.
1963—1965 гг. — деревня Федоскинского сельсовета Мытищинского укрупнённого сельского района.
1994—2006 гг. — деревня Федоскинского сельского округа Мытищинского района.
2006—2015 гг. — деревня сельского поселения Федоскинское Мытищинского района.